# Empis holosericea
Empis holosericea är en tvåvingeart som beskrevs av Walker 1849. Empis holosericea ingår i släktet Empis och familjen dansflugor.
Artens utbredningsområde är Frankrike. Inga underarter finns listade i Catalogue of Life.